# Герговія
45°42′46″ пн. ш. 3°07′32″ сх. д. / 45.71266° пн. ш. 3.1255° сх. д.
Ґерґов’є (в оверґнаті Гергоя; до 1865 р. Мердонь) — французьке село в комуні Ла-Рош-Бланш у департаменті Пюї-де-Дом, за кілька кілометрів на південь від Клермон-Феррана.
Він розташований біля підніжжя плато Ґерґов'є, офіційного, але спірного місця битви при Герговії, де біля арвернського оппідуму Немосос (священного лісу галльського) арверни та інші галльські племена зібралися під командуванням Верцингеторикса, щоб битися з римськими легіонами Юлія Цезаря в 52 році до нашої ери.
Село було відоме як Merdogne до 1865 року, коли воно успішно звернулося до імператора Наполеона III з проханням змінити назву на Gergovie, тому що місце перемоги галлів над Цезарем заслуговувало більш славної назви, ніж та, яка нагадувала вульгарність (merde).

## Інтернет-ресурси
- Tourist office [Архівовано 2021-03-10 у Wayback Machine.]
- Foyer Culturel et Sportif La Roche Blanche